# Paxo Phone
 (décembre 2024).
La mise en forme du texte ne suit pas les recommandations de Wikipédia : il faut le « wikifier ».
Les points d'amélioration suivants sont les cas les plus fréquents. Le détail des points à revoir est peut-être précisé sur la page de discussion.
- Les titres sont pré-formatés par le logiciel. Ils ne sont ni en capitales, ni en gras.
- Le texte ne doit pas être écrit en capitales (les noms de famille non plus), ni en gras, ni en italique, ni en « petit »…
- Le gras n'est utilisé que pour surligner le titre de l'article dans l'introduction, une seule fois.
- L'italique est rarement utilisé : mots en langue étrangère, titres d'œuvres, noms de bateaux, etc.
- Les citations ne sont pas en italique mais en corps de texte normal. Elles sont entourées par des guillemets français : « et ».
- Les listes à puces sont à éviter, des paragraphes rédigés étant largement préférés. Les tableaux sont à réserver à la présentation de données structurées (résultats, etc.).
- Les appels de note de bas de page (petits chiffres en exposant, introduits par l'outil «  Source ») sont à placer entre la fin de phrase et le point final[comme ça].
- Les liens internes (vers d'autres articles de Wikipédia) sont à choisir avec parcimonie. Créez des liens vers des articles approfondissant le sujet. Les termes génériques sans rapport avec le sujet sont à éviter, ainsi que les répétitions de liens vers un même terme.
- Les liens externes sont à placer uniquement dans une section « Liens externes », à la fin de l'article. Ces liens sont à choisir avec parcimonie suivant les règles définies. Si un lien sert de source à l'article, son insertion dans le texte est à faire par les notes de bas de page.
- La présentation des références doit suivre les conventions bibliographiques. Il est recommandé d'utiliser les modèles {{Ouvrage}}, {{Chapitre}}, {{Article}}, {{Lien web}} et/ou {{Bibliographie}}. Le mode d'édition visuel peut mettre en forme automatiquement les références.
- Insérer une infobox (cadre d'informations à droite) n'est pas obligatoire pour parachever la mise en page.

Pour une aide détaillée, merci de consulter Aide:Wikification.
Si vous pensez que ces points ont été résolus, vous pouvez retirer ce bandeau et améliorer la mise en forme d'un autre article.
 (décembre 2024).
Le Paxo Phone est un prototype de smartphone imaginé par le projet open source Paxo, qui a pour objectif la commercialisation d'un modèle minimaliste, éco-responsable et à monter soi-même. Ce projet est mis en avant en 2023 à travers les réseaux sociaux et la presse en ligne, où il est représenté par son inventeur, Gabriel Rochet.

## Histoire
C'est à 13 ans que Gabriel Rochet, amateur de bricolage depuis toujours, a pour idée de créer un smartphone par ses propres moyens. Il n'a alors aucune connaissances sur les systèmes et décide d'apprendre par lui-même chacun des composants d'un appareil. Par la suite, différents bénévoles, parmi lesquels des professionnels en électronique, se joignent au projet.
La dernière version, contenu dans une coque imprimée en 3D à base de coquilles Saint-Jacques, est muni d'une application de téléphonie, d'une messagerie instantanée, d'une calculatrice, d'un carnet d'adresses et du jeu rétro snake.
Le projet Paxo est financé par une campagne de financement participatif sur Kickstarter.